# Pielgrzymowice (Pawłowice)
Pielgrzymowice (deutsch Pilgramsdorf) ist eine Ortschaft mit einem Schulzenamt der Gemeinde Pawłowice im Powiat Pszczyński der Woiwodschaft Schlesien in Polen.

## Geographie
Das Dorf hat eine Fläche von 1317 Hektar.
Nachbarorte sind die Stadt Jastrzębie-Zdrój im Westen und Norden, Golasowice im Nordosten, Pruchna und Bąków im Südosten, Zebrzydowice im Südwesten.

## Geschichte
Das Dorf liegt in Oberschlesien.

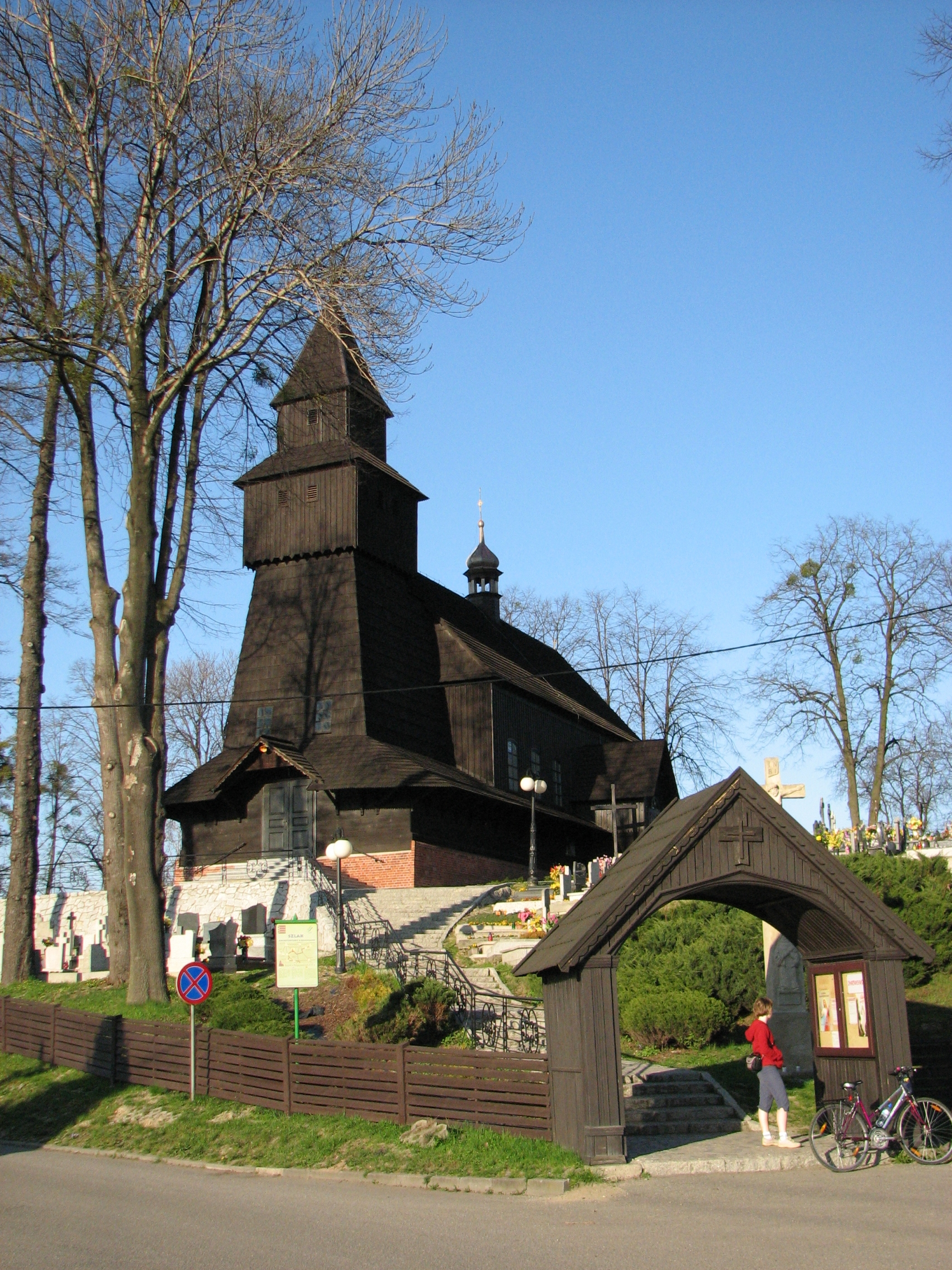
Katholische Kirche

Der Ort wurde um 1305 im Liber fundationis episcopatus Vratislaviensis (Zehntregister des Bistums Breslau) erstmals urkundlich als Iitem in Peregrini villa debent esse XXIII mannsi erwähnt. Er geht auf eine Gründung des vornehmen schlesischen Adelsgeschlechts derer Pelgrzym z Trzankowic (von Pelchrzim) zurück.
Die Pfarrei Peregrini wurde im Peterspfennigregister des Jahres 1335 im Sohrauer Dekanat und im Jahre 1447 als Pilgremsdorff erwähnt.
Politisch gehörte das Dorf zum Herzogtum Ratibor in der Zeit des polnischen Partikularismus. Seit 1327 bestand die Lehensherrschaft des Königreichs Böhmen und seit 1526 gehörte es zur Habsburgermonarchie. Nach dem Ersten Schlesischen Krieg und dem Vorfrieden von Breslau (1742) gehörte es zum Königreich Preußen.
In der Volksabstimmung in Oberschlesien über die künftige Zugehörigkeit Oberschlesiens vom Jahre 1921 votierten 534 von 726 Wählern für Polen, gegen 191 Stimmen für Deutschland.
Nach der polnischen Annexion Ost-Oberschlesiens 1922 gehört Pielgrzymowice zu Polen. Unterbrochen wurde dies nur durch die Besetzung Polens durch die Wehrmacht im Zweiten Weltkrieg.
Von 1975 bis 1998 gehörte Pielgrzymowice zur Woiwodschaft Katowice.

## Persönlichkeiten
- Karol Miarka (der Vater, 1825–1882), polnischer Nationalaktivist in Oberschlesien[8]
- Karol Miarka (der Sohn, 1856–1919), polnischer Nationalaktivist in Oberschlesien